# Gomphrena sonorae
Gomphrena sonorae là loài thực vật có hoa thuộc họ Dền. Loài này được Torr. mô tả khoa học đầu tiên năm 1858.